# Пођоферо (Гросето)
Пођоферо (итал. Poggioferro) је насеље у Италији у округу Гросето, региону Тоскана.
Према процени из 2011. у насељу је живело 230 становника. Насеље се налази на надморској висини од 562 м.